# Guy Coq
Guy Coq, nacido en 1936, es un profesor francés de filosofía, miembro del consejo editorial de la revista  Esprit y cofundador de la Fundación del 2 de marzo.

## Biografía
Guy Coq nació en una familia de clase trabajadora. Integra la universidad de formación docente y luego obtiene la agregación en filosofía.
Especialista de la filosofía de la educación, impartió cursos en el IUFM de Versalles, así como el de Poitiers. Es miembro del consejo editorial de la revista   Esprit y miembro del Observatorio de Fe y Cultura.
Es presidente honorario de la asociación de amigos de Emmanuel Mounier, después de haber sido presidente durante quince años.

## Publicaciones

### Obras
- Démocratie, religion, éducation, Mame , 1993, 303 p.
- Que m'est-il donc arrivé ? un trajet vers la foi, Ed. du Seuil, 1993, 183 p.
- Avec Karin Heller, La religion à l'école, Institut supérieur de pédagogie, Paris, 1995, 120 p.
- Laïcité et République, le Félin-Kiron, Paris, 2003², (Éd. du Félin , 1995), 334 p.
- Éloge de la culture scolaire, éditions Le Félin, 2003, 200 p. ISBN 2866455118
- La laïcité, principe universel, le Félin-Kiron, Paris, 2005, 302 p.
- Dix propositions pour une école juste, Desclée de Brouwer , 2007, 148 p.
- Mounier / l'engagement politique, Éd. Michalon , Paris, 2008, 121 p.
- Inscription chrétienne dans une société sécularisée, Parole et silence, 2009, 213 p.
- sous la dir. de Éric Favey & Guy Coq, Pour un enseignement laïque de la morale, Éd. Privat, Toulouse, 2014, 221 p.

- Datos: Q3121672